# Mặt cầu photon

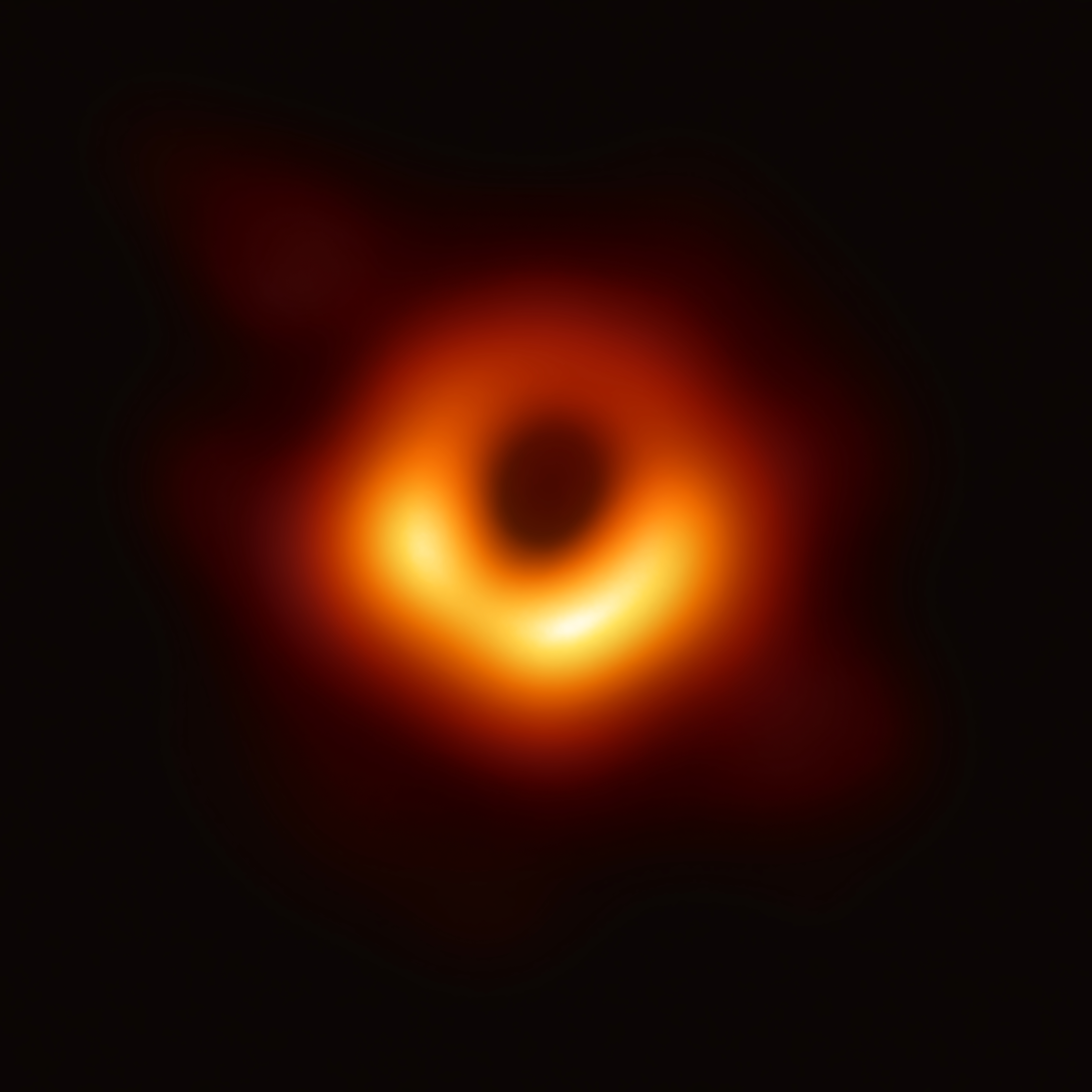
Phát xạ vô tuyến từ đĩa bồi tụ xung quanh lỗ đen siêu lớn M87 * được chụp năm 2017 bởi Kính viễn vọng Chân trời Sự kiện. Quả cầu photon nằm trong bóng tối (có bán kính gấp 2,6 lần bán kính Schwarzschild).

Mặt cầu Photon hay Vòng tròn Photon là một vùng hoặc một vùng không gian mà lực hấp dẫn quá mạnh đến mức các photon buộc phải di chuyển theo quỹ đạo. (Đôi khi nó được gọi là quỹ đạo photon cuối cùng.) Bán kính của quả cầu photon, cũng là giới hạn dưới của bất kỳ quỹ đạo ổn định nào mà vật thể có thể quay quanh, đối với một lỗ đen Schwarzschild:
{\displaystyle r={\frac {3GM}{c^{2}}}={\frac {3r_{\rm {s}}}{2}}}
với G là hằng số hấp dẫn, M là khối lượng lỗ đen, và c là tốc độ ánh sáng trong chân không và rs là bán kính Schwarzschild (bán kính của chân trời sự kiện)
Phương trình này cho thấy các quả cầu photon chỉ có thể tồn tại trong không gian bao quanh một vật thể cực kỳ nhỏ gọn (một lỗ đen hoặc có thể là một ngôi sao neutron "siêu nhỏ").
Quả cầu photon nằm xa tâm của lỗ đen hơn so với đường chân trời sự kiện. Trong một quả cầu photon, có thể tưởng tượng một photon phát ra từ phía sau đầu của một người, quay quanh lỗ đen, chỉ sau đó mới bị mắt của người đó chặn lại, cho phép người ta nhìn thấy phía sau đầu. Đối với lỗ đen không quay, quả cầu phôtôn là một quả cầu bán kính 3/2 rs. Không có quỹ đạo tự do ổn định nào tồn tại bên trong hoặc đi qua quả cầu photon. Bất kỳ quỹ đạo rơi tự do nào đi qua nó từ bên ngoài sẽ theo đường xoắn ốc vào lỗ đen. Bất kỳ quỹ đạo nào đi qua nó từ bên trong sẽ thoát ra vô cùng hoặc rơi trở lại và xoáy vào lỗ đen. Không thể có quỹ đạo không gia tốc với bán kính nhỏ hơn khoảng cách này, nhưng trong quả cầu photon, một gia tốc không đổi sẽ cho phép tàu vũ trụ hoặc tàu thăm dò bay lơ lửng trên đường chân trời sự kiện.
Một tính chất khác của quả cầu photon là lực ly tâm  đảo ngược (lưu ý: đây không có nghĩa là lực hướng tâm).  Bên ngoài quả cầu photon, một vật quay quanh quỹ đạo càng nhanh thì lực tác động ra bên ngoài càng lớn. Lực ly tâm giảm xuống 0 tại quả cầu photon, bao gồm quỹ đạo rơi tự do ở bất kỳ tốc độ nào, tức là bạn có trọng lượng như nhau cho dù bạn quay quanh tốc độ bao nhiêu, và trở nên âm khi đã vượt qua giới hạn bên trong của mặt cầu photon đó. Bên trong quả cầu photon, bạn quay quanh càng nhanh thì trọng lượng cảm nhận hoặc lực hướng vào của bạn càng lớn. Điều này có ảnh hưởng đến động lực học của dòng chất lỏng bên trong.
Một lỗ đen quay sẽ có mặt quả cầu phôtôn. Khi một lỗ đen quay, nó kéo theo không gian. Quả cầu photon ở gần lỗ đen hơn sẽ chuyển động cùng chiều với chuyển động quay, trong khi quả cầu photon ở xa hơn đang chuyển động ngược lại với nó. Vận tốc góc quay của lỗ đen càng lớn thì khoảng cách giữa hai quả cầu photon càng lớn. Vì lỗ đen có trục quay, điều này chỉ đúng nếu tiếp cận lỗ đen theo hướng của đường xích đạo. Nếu tiếp cận ở một góc khác, chẳng hạn như từ cực của lỗ đen đến xích đạo, thì chỉ có một quả cầu photon. Điều này là khi tiếp cận ở góc như thế này, khả năng đi cùng hoặc ngược lại với chuyển động quay của lỗ đen là không điều không thể.